# 박덕선
박덕선(1979년 ~ )은 KBS 예능본부의 책임 프로듀서(CP)다.

## 경력
- KBS 예능본부 PD
- KBS TV제작본부 예능운영팀장
- KBS 예능본부 편성기획팀장 (부장급)
- KBS 콘텐츠전략본부 예능센터 CP

## 수상 경력
- 제10회 방송문화진흥회 지역프로그램대상 대상
- 제21회 한국PD대상 TV지역부문 작품상
- 제23회 한국PD대상 지역부문 TV작품상